# Swell Maps
I Swell Maps sono stati un gruppo musicale inglese di genere rock sperimentale, originario di Birmingham e attivo negli anni settanta, che viene annoverato tra i precursori del post-punk e della new wave britannica.
Le loro molteplici influenze vanno dal free jazz alla musica cacofonica, dai T.Rex ai tedeschi Can, il tutto rivisitato in chiave punk rock.
Il nome del gruppo si riferisce alla carte usate dei surfisti alla ricerca delle migliori onde da cavalcare.

## Storia
Formatasi sin dal 1972, la band divenne una vera entità musicale solo dopo la nascita del punk rock britannico.
Il gruppo era composto dai fratelli Epic Soundtracks (pseudonimo di Kevin Godfrey) e Nikki Sudden (pseudonimo di Nicholas Godfrey), all'epoca adolescenti originari di Solihull, con in aggiunta Richard Earl, David Barrington, John Cockrill e Jowe Head.
Pubblicarono nel 1977 Read About Seymour, singolo di debutto non appena i fratelli Godfrey lasciarono la scuola di Solihull frequentata anche dai futuri Spizzenergi.
Dopo aver partecipato al famoso programma The Peel Sessions,  registrarono presso lo studio WMRS il loro primo album A Trip to Marineville, pubblicato poi nel 1979.
Il gruppo incise nel 1980 un altro album, The Swell Maps in 'Jane from Occupied Europe', dove le sonorità si addentravano ancora di più in territorio post-punk.
Successivamente fu pubblicata la compilation Whatever Happens Nexyt..., poco prima di sciogliersi definitivamente.
Epic Soundtracks morì per cause sconosciute all'età di 37 anni nel 1997, mentre Nikki Sudden scomparve nel marzo del 2006 dopo una lunga carriera solista.

## Discografia
Album in studio
- 1979 - A Trip to Marineville
- 1980 - Jane from Occupied Europe

Raccolte
- 1981 - Collision Time
- 1986 - Train Out of It
- 1989 - Collision Time Revisited
- 1999 - International Rescue
- 2000 - Sweep the Desert

Singoli
- 1977 - Read About Seymour
- 1978 - Dresden Style
- 1979 - Real Shocks
- 1979 - Let's Build a Car